# Jiří Nouza
Jiří Nouza (* 20. května 1963 Praha) je český politik a ekonom, v letech 2010 až 2018 zastupitel hlavního města Prahy, v letech 2013 až 2014 náměstek primátora.

## Život
Po maturitě vystudoval Vysokou školu ekonomickou v Praze (promoval v roce 1989, získal titul Ing.).
Od roku 1991 pracoval přes deset let v soukromém sektoru, věnoval se řízení mnoha společností, působil také v jejich statutárních orgánech (např.: JN Trade Praha, C.K.N.EUROTRADE, I.N. GLOBAL CZ, CESS, GOSS, HOGAR, A.I.S.A. GROUP atd.). Po roce 2001 začal spolupracovat s Ministerstvem financí ČR a Ministerstvem dopravy ČR, kde také později pracoval.
Jiří Nouza je ženatý, trvalé bydliště má na Praze 4.

## Politické působení
Byl členem TOP 09. Ve straně také působil jako člen Krajského výboru TOP 09 Praha a v letech 2011 až 2013 byl členem Regionálního výboru TOP 09 Praha 4.
V komunálních volbách v roce 2010 byl za TOP 09 zvolen do Zastupitelstva hlavního města Prahy. Po rozpadu koalice ODS a TOP 09 a vzniku jednobarevné vlády TOP 09 s podporou ČSSD byl dne 20. června 2013 zvolen náměstkem primátora pro oblasti dopravy, infrastruktury a životního prostředí. V komunálních volbách v roce 2014 obhájil za TOP 09 post zastupitele hlavního města. Strana však skončila v opozici a ke dni 26. listopadu 2014 tak přestal být členem Rady hlavního města. Od té doby působí jako člen Výboru finančního a člen Výboru pro životní prostředí, infrastrukturu a technickou vybavenost.
Po rozpadu pražské koalice hnutí ANO 2011, ČSSD a Trojkoalice (tj. SZ, KDU-ČSL a STAN) v listopadu 2015 se o něm hovořilo v nově se rodící koalici jako o favoritu na post primátora. Tato koalice však nakonec nevznikla.
Na protest proti koalici s hnutím STAN pro komunální volby v říjnu 2018 opustil v červnu 2018 TOP 09. Ve volbách do Senátu PČR v roce 2018 kandidoval jako nestraník za hnutí Pro Prahu (HPP) v obvodu č. 17 – Praha 12. Se ziskem 2,70 % hlasů skončil na 7. místě.
Jako nestraník za hnutí Pro Prahu (HPP) kandidoval na kandidátce subjektu s názvem "STAROSTOVÉ PRO PRAHU" také v komunálních volbách v roce 2018 do Zastupitelstva hlavního města Prahy, ale neuspěl a mandát zastupitele tak neobhájil. Neuspěl ani na Praze 4, kam kandidoval jako nestraník za hnutí HPP na kandidátce subjektu "4 pro 4" (tj. Svobodní, Soukromníci, HPP a NEZ).